# The Blow Monkeys
The Blow Monkeys est un groupe de musique britannique depuis les années 1980. Ce groupe s'est fait connaître du grand public avec des titres faisant partie de la programmation des DJ des clubs dance comme This Is Your Life et surtout Wait en duo avec Kym Mazelle. Son leader, Robert Howard ou Dr Robert, écrit et compose les titres.

## Membres du groupe
- Robert Howard Dr Robert : chant, guitare
- Neville Henry : saxophone
- Mick Anker : basse
- Tony Kiley : batterie

## Discographie

### Albums studio
- 1984 - Limping For a Generation
- 1986 - Animal Magic
- 1987 - She Was Only a Grocer's Daughter
- 1989 - Whoops! There Goes the neighbourhood
- 1990 - Springtime For the World
- 2008 - Devil's Tavern
- 2011 - Staring at the Sea
- 2013 - Feels Like a New Morning
- 2015 - If Not Now, When?
- 2017 - The Wild River
- 2021 - Journey to You
- 2024 - Together / Alone

### Compilations & Live
- 1989 - Choices: The Singles Collection
- 1999 - Atomic Lullabies: Very Best of The Blow Monkeys (Inclus 2 titres inédits I'm So Glad + The Higher Ground + faces B + raretés)
- 2010 - Travelin' Souls: Live! At The Legendary 100 Club
- 2013 - Halfway to Heaven: The Best of the Blow Monkeys & Dr. Robert